# 변응주
변응주(邊(邉)應周). 1929년 10월 12일~2016년 4월 9일)는 한국의 군인이다. 1950년 한국전쟁 당시 KLO 첩보부대 또는 8240부대에서 근무했으며 아모레퍼시픽그룹(주) 기틀을 만드는데 이바지하였다. 분파는 전서공파 그리고 첨지공파이다.

## 학력
- 1952년 개성 소재 송도중학교(송도고등학교) 졸업. 1950년 졸업예정이었으나, 한국전쟁으로 1952년도로 졸업식을 소급하였다.

## 경력
- 1951에서1954년까지 한국전쟁 때, KLO 첩보부대에서 군인으로 근무했으며 휴전선 인근 지역에서 북한의 정보를 수집하기 위해서 강화중학교 (현재 강화여자중학교, 인천광역시 강화군 강화읍 갑룡길 11) 수학교사로 재직하였다. 그는 학교 선생으로 위장하여 북한군의 기밀을 남한군에 전달하는 임무를 하였다. KLO(영어: Korea Liaison Office)는 미군 극동사령부에서 북한에서의 첩보 활동을 위해 만든 첩보부대이다. 미군이 관할, 운용했지만 한국인으로 구성되었다. 영문 원어 명칭인 "Korea Liaison Office"는 한국에서 "(미극동군사령부) 주한연락처 혹은 주한첩보연락처", "(미극동군사령부) 한국연락사무소" 등으로 번역되고 있는데 국방부 군사편찬연구소에서 편찬한 한국전쟁의 유격전사에서는 "KLO 첩보부대"라는 명칭을 사용하고 있다. 제8240부대(8240 Army Unit)은 한국 전쟁 당시 미국 육군의 비정규전 전문 부대이다. 미군이 관할, 운용했지만 한국인으로 구성되었다.
- 1955년부터 1969년까지 아모레퍼시픽그룹(주) 재직하였다. 1951년 한국전쟁 동안, 서성환 부부와 변응주, 서국배는 부산으로 피난을 가서 일을 하면 회사의 기틀을 만들었다. 1969년부터 2016년까지 아모레퍼시픽그룹(주) 상임자문 및 상임고문으로 재직하였다.
- 1971년 10월 1일에서 1993년 12월 31일까지 오비식품공업(주) (사업자번호 130-81-00708, 법인등록번호 124311-0000234)를 창업하여 운영하였다. OB식품주식회사는 경기도 용인시 처인구에 위치했으며 비스킷을 생산해 판매를 전국으로 넓히고 식품안전 경영시스템을 바탕으로 품질관리를 하는 기업으로 성장했었다. OB Food Inc.는 주요생산품은 OB샌드, 코코아 맛샌드, 뉴샌드, 하이비조, 엘도라도 새로바, 꼬꼬, 코코아 맛쿠키, 깨 도리, 버터 코코낫 빙그레, 꽃마을, 새동네, 종합캔디 등 생산하였으며, 군용 건빵을 군대에 제공하기도 하였다. OB식품주식회사는 두산그룹 OB맥주 주식회사와는 다른 회사이다.
- 아래의 사진은 다음과 같이 설명한다. 한국전쟁을 기념하여 받은 Secretary of Defence인  Chuck Hagel에게 받은 Certificate of Appreciation과 호국영웅기장증이다. Certificate of Application 의 내용은 다음과 같다. 'In recognition of honorable service during the Korean War in defense of Democracy and Freedom. Through your selfless sacrifice, the tide of communism on the Korean Peninsula was halted and liberty triumphed over tyranny. The Department of Defense and the people of America and Korea are forever grateful'. '한국 전쟁 중 민주주의와 자유를 수호하기 위해 헌신한 명예로운 봉사에 대해 이 Certificate 을 드립니다. 당신의 헌신적 희생을 통해 한반도의 공산주의 흐름은 멈췄고 자유를 얻게 되었습니다. 미국 및 한국 국방부와 미국 및 한국 국민은 당신(변응주)에게 영원히 감사할 것입니다.

## 참고 자료
- 변희풍(邊(邉)熙豊). '원주변씨 전서 및 첨지공파 세보: 가승.’ 원주변씨 21세대 또는 원주변씨 전서공파 20세대 또는 원주 변씨 첨지공파 15세대 후손. 1996.
- 변응주(邊(邉)應周). 과거로 미래를 엮다: 원주 변씨 전서공파 비문. 부크크(Bookk). 2024. ISBN 979-11-419-6668-3. 구글북스
- '원주변씨 전서공파 세보’. 원주변씨 전서공파  종친회, 2006.
- '원주변씨 전서공파 비상단(碑狀單 비문에 기록된 조상이야기)'. 원주변씨 전서공파 종친회, 1986.
- '광덕면지(光德面誌, 개풍군 광덕면)’. 우인스, 2006. 5. 26. ISBN 978-89-88737-15-7-03060
- 당신의 할아버지 이야기 ISBN:9791193577967
- 8240부대. WP-1 (옛 국군 제1사단 제5816부대) 또는 주한 유엔군 유격부대.
- 한글과 영어로 읽는 어머니가 며느리에게 선물한 1976년도판 한식요리책 심해정 ISBN 9791141907358
- 나는 다시 태어나도 화장품이다 ISBN:9788925557175
- 못 말리는 개성상인의 피 피란 봇짐에도 화장품 향료 포마드 크림으로 대박 - 주간조선
- 국립이천호국원
- 북녘 하늘 아래, 작은 마을 이야기 – 개풍군 광덕면 음식과 사람들. 2025. ISBN 979-11-419-4412-4. 하버드대학 도서관 소장. Library of Congress의회도서관 소장. 국립중앙도서관.
- 개풍군 광덕면과 명소
- THE STORY OF…. Your Great-Grandfathers: Duke Jeonseo and Cheomji Fraction of Wonju Byun Clan 1138~1945 ISBN:9791193655818
- 전서 및 첨지공파 한국 원주변씨 직계이야기:1138-2016. 북크크. 2024. ISBN 979-11-410-8944-3
- Chŏnsŏ mit Ch'ŏmji Kongp'a Han'guk Wŏnju Pyŏn Ssi chikkye iyagi (전서 및 첨지공파 한국 원주변씨 직계이야기). LIBRARY OF CONGRESS 미국 의회도서관. 프린스턴대학 도서관 소장. 하버드대학 도서관 소장. 국립중앙도서관  999.82-24-29
- Kwagŏ ro mirae rŭl yŏkta : Wŏnju Pyŏn Ssi Chŏnsŏgongp'a pimun / Pyŏng Ŭng-ju chiŭm (Weaving the past into the future : inscription of the Duke Jeonseo Fraction of the Wonju Byun Clan / Eungzou Byun). 과거로 미래를 엮다 : 원주 변씨 전서공파 비문 / 변응주 지음. LIBRARY OF CONGRESS 미국 의회도서관. 프린스턴대학 도서관 소장. 하버드대학 도서관 소장. 국립중앙도서관 999.82-25-1
- 변응주가 참전한 5816 유격부대 (KLO 첩보부대)의 한국전쟁 작전지역
- 변응주 원주변씨 전서공파 및 첨지공파